# Rothalsotter
Die Rothalsotter (Furina diadema) ist eine Schlangenart aus der Familie der Giftnattern (Elapidae) und zählt zur Gattung der Kragenottern (Furina).

## Merkmale
Bei der Rothalsotter handelt es sich um eine kleine Schlangenart mit zylindrischem Körperbau und mäßig langem Schwanz. Es wird eine Gesamtlänge von maximal circa 40 cm erreicht. Der Kopf ist relativ klein, abgeflacht und setzt sich leicht vom Hals ab. Die Schnauze ist abgerundet. Die Augen sind klein und haben bei Lichteinfall runde, schwarze Pupillen. Die Dorsalschuppen auf Rücken und Flanken sind glatt und glänzend. Der Körper ist rötlich-braun gefärbt. Die Körperschuppen sind schwarz gerandet, wodurch der Eindruck eines netzartigen Musters entstehen kann. Kopf und Halsregion sind oberseits schwarz gefärbt, im Nacken zeigt sich ein markantes rotes Querband, das für gewöhnlich vollständig durch die schwarze Kopf- und Halszeichnung eingerahmt ist. Der Giftapparat besteht, wie für Giftnattern typisch, aus seitlich des Schädels befindlichen Giftdrüsen (spezialisierte Speicheldrüsen) und im vorderen Oberkiefer befindlichen, unbeweglichen Fangzähnen (proteroglyphe Zahnstellung).

## Verbreitung
Die Art bewohnt Hänge und Ebenen, meist in der Nähe von Felsen. Besiedelte Habitate sind Küstenwälder, trockene Hartlaubwälder, Buschland, Heidelandschaften oder Tussocksavannen. Auch forstwirtschaftlich genutzte Flächen werden besiedelt.
Die Rothalsotter kommt endemisch in Australien vor und weist ein äußerst großes Verbreitungsgebiet im Osten und Südosten des Kontinents auf. So ist sie von Port Augusta in South Australia über den äußersten Nordwesten von Victoria und weite Teile von New South Wales bis in das nördliche Queensland (Kap-York-Halbinsel) verbreitet. Aufgrund des großen Areals wird die Art nicht als gefährdet eingeschätzt, allerdings stellt man bei der Entwicklung der Gesamtpopulation einen negativen Trend fest. Gefährdungen entstehen in erster Linie durch Lebensraumverlust in der urbanen Umgebung. Problematisch dabei ist vermutlich das Fehlen von geeigneten Erdspalten im urbanen Raum.

## Lebensweise
Die Rothalsotter führt eine vorwiegend nachtaktive und bodenbewohnende Lebensweise. Tagsüber sucht sie Unterschlupf in Erdspalten, unter Steinen, Laubstreu oder Baumstämmen. Die Schlange kann oftmals in unmittelbarer Umgebung von Ameisen- oder Termitenkolonien angetroffen werden. Zum Beutespektrum zählen in erster Linie Skinke wie Lampropholis spec. sowie andere Eidechsen und gelegentlich Insekten. Die Fortpflanzung erfolgt durch Oviparie, also eierlegend. Die Paarungszeit fällt in den Zeitraum zwischen Oktober und Februar. Ein Gelege kann zwischen 1 und 10 Eier umfassen. In den klimatisch günstiger gelegenen, also wärmeren, Teilen des Verbreitungsgebiets kann die Rothalsotter mehr als ein Gelege im Jahr produzieren. Die Geschlechtsreife wird mutmaßlich mit etwa 21 Monaten erreicht. Bei Bedrohung legt die Art ein auffälliges Abwehrverhalten an den Tag. Dabei richtet sie den vorderen Körper mit hoch erhobenem und steifem Kopf auf und kann um sich schlagen. Wenn sie weiterhin provoziert wird, schlägt sie nach jedem Objekt, das sie als Bedrohung ansieht, aber für gewöhnlich mit geschlossenem Maul und ohne tatsächlich zuzubeißen.

## Taxonomie
Die wissenschaftliche Erstbeschreibung erfolgte durch den deutschen Herpetologen Hermann Schlegel im Jahr 1837 unter der Bezeichnung Calamaria diadema. Das Epitheton „diadema“ („Diadem“, „Stirnbinde“) wurde in Anlehnung an die Kopfzeichnung der Art gewählt. Unterarten werden für die Rothalsotter nicht angegeben. Folgende Synonyme sind bekannt:
- Calamaria diadema Schlegel 1837
- Furina diadema — Duméril, Bibron & Duméril 1854
- Rabdion occipitale Girard 1858 — Holotypus unbekannt
- Brachysoma diadema — Günther 1863
- Pseudelaps diadema — Jan 1863
- Cacophis blackmanii Krefft 1869 — Holotypus: AM 6674 (Herkunft: Pine Mountain, Nähe Ipswich, Queensland)
- Denisonia bancrofti De Vis 1911
- Pseudelaps diadema — Boulenger 1896
- Brachysoma diadema — Worrel 1961
- Aspidomorphus diadema — MINTON et al. 1970
- Furina diadema — Cogger 1983; Welch 1994; Cogger 2000; Wilson & Swan 2010; Wallach et al. 2014

Das Typusexemplar wurde von Joseph Paul Gaimard und Jean René Constant Quoy gesammelt und nachträglich durch Wells & Wellington (1985) aus der Serie von Typusexemplaren als Lectotypus bestimmt (MNHN-RA 7668). Die Typuslokalität wurde durch Duméril, Bibron & Duméril (1854) auf Port Jackson, Sydney, eingegrenzt.
Furina diadema (Calamaria diadema Schlegel 1837) ist die Typusart der Gattung Furina Duméril, 1853. Die Abgrenzung zwischen den beiden Arten Furina diadema und Furina ornata ist problematisch. Swan (1996) gibt als Unterscheidungsmerkmal an, dass die rötliche Nackenzeichnung bei Furina diadema vollständig von der schwarzen Kopf- und Halszeichnung umgeben wird, während die schwarze Kopf- und Halszeichnung bei Furina ornata vollständig durch das rötliche Nackenband voneinander isoliert werden. Der Versuch, die Arten anhand definierter äußerer Merkmale zu unterscheiden ist jedoch schwierig, da zahlreiche Individuen gefunden wurden die nicht eindeutig einer der beiden Arten zugeordnet werden können. Ihre taxonomischen Beziehungen und geografische Verbreitung bedürfen demnach weitergehender Untersuchungen.

## Schlangengift
Die Art besitzt einen Giftapparat und setzt ihr Gift zum Beuteerwerb ein. Zusammensetzung und Pharmakologie des Giftsekrets der Rothalsotter sind weitgehend unbekannt. Das Toxingemisch enthält wahrscheinlich Neurotoxine und Prokoagulantien, also Substanzen, die zu einer Aktivierung der Blutgerinnung führen. Bissunfälle beim Menschen verlaufen zumeist mild und gehen mit lokalen Beschwerden wie Schmerzen und Schwellungen oder Magen-Darm-Beschwerden einher. Als unwahrscheinlich hingegen gilt das Auftreten von Lähmungserscheinungen, Koagulopathie oder Myolyse. Dennoch sollten Betroffene zunächst medizinisch versorgt und beobachtet werden. Die Therapie erfolgt rein symptomatisch, ein spezifisches Antiserum steht nicht zur Verfügung.